# Too Human
Too Human — ролевая компьютерная игра в жанрах экшен и приключенческий боевик, разработанная канадской компанией Silicon Knights и изданная Microsoft Game Studios эксклюзивно для игровой консоли Xbox 360. Игра поступила в продажу в Северной Америке 19 августа 2008 года и 29 августа 2008 года в Европе.

## Сюжет
Too Human описывает мир, где германо-скандинавская мифология объединяется с научной фантастикой. Протагонистом игры является Бальдур, один из богов Асов, который взял на себя задачу защиты и помощи человечеству в жестокой и давней войне с машинами. Асы используют кибернетические имплантаты, которые помогают им в этой битве. Игра начинается с обычной охоты на бродячую машину, с намеком названную GRNDL (Грендель — чудовище, с которым сражался Беовульф), но затем рассказ смещает фокус к борьбе между богами.

## Разработка
Too Human находилась в производственном аду почти десять лет, став одним из самых длинных долгостроев в игровой индустрии. Изначально Too Human планировалась как action-adventure для PlayStation, которая должна была выйти на четырёх CD в 1999 году. Позже целевая платформа изменилась на Nintendo GameCube, а запланированная дата релиза — на 2000 год. В 2005 году Microsoft купила права на игру и переориентировала её исключительно на Xbox 360. В конечном счёте на этом этапе разработки игра была закончена и издана. Хотя концепция, структура и элементы игры изменялись с каждым этапом разработки, название её не менялось.

### Ранние версии
Too Human была анонсирована разработчиком Silicon Knights в 1999 году. Релиз планировался на платформе PlayStation, первый тизер был показан в том же году на E3. Сюжет, затрагивающий тему кибернетических усовершенствований человека, должен был происходить в 2450 году.
Разработка была остановлена, когда Nintendo объявила об эксклюзивном партнерстве со студией, и в 2000 году игра была перенесена на GameCube. Прототип игры для игровой платформы был сделан, но вскоре сотрудники Silicon Knights сосредоточили свои усилия на проектах Eternal Darkness: Sanity's Requiem и Metal Gear Solid: The Twin Snakes. До 2005 года новостей от разработчиков о судьбе Too Human не поступало.

### Разработка версии под Xbox 360
Разработка снова переключилась на Xbox 360, когда Silicon Knights объявили о партнерстве с Microsoft в мае 2005 года, которое включало планы превратить Too Human в трилогию. Несмотря на первоначальную разработку на консоли, игра не уложилась в первоначальную запланированную дату выпуска «каникулы 2006 года», и разработка продолжалась ещё два года. Бюджет игры оценивается в 60-100 млн долл.
Помимо выпуска многих других рекламных роликов, студия участвовала в создании псевдодокументального фильма The Goblin Man of Norway. Сообщается, что фильм был произведен «Норвежским комитетом по кинематографии» и состоит из трех частей, каждая из которых выпускается последовательно. Первая часть — «Раскопки» — повествует об открытии высокотехнологичного механического человека, которому, возможно, десятки тысяч лет, найденного в леднике. Вторая часть, озаглавленная «Исследование», содержит изображения открытия, а также камень, найденный поблизости, с руническим сообщением о гибели или проклятии. Третья часть, «Выставка», демонстрирует публикацию находки и включает отзывы разных людей о влиянии технологии на общество.
Демоверсия была выпущена в Xbox Live 14 июля 2008 года как часть кампании Microsoft «Bringing it Home» для E3 Marketplace. Демоверсия включала класс чемпиона, а игровой процесс был ограничен частью одного уровня с включенными кат-сценами, в которые можно было играть только в одиночной игре. В демоверсии также было пасхальное яйцо, в котором классы коммандо и берсеркера становились доступными при установке времени консоли на 2009 год (эта необходимость отпала 25 июля для берсеркера и 11 августа для коммандо). Демоверсию Too Human скачали более 900 000 раз, что стало рекордом для игр Xbox Live Marketplace за первую неделю доступности. Too Human также стал одной из самых популярных игр в Xbox Live.

### Суд с Epic Games
С 2007 года Silicon Knights находилась в судебной тяжбе с Epic Games по поводу использования движка Unreal Engine 3. Проиграв два дела в суде, Silicon Knights была обязана уничтожить все продукты, основанные на коде, созданном на движке Unreal Engine 3, а также предоставить доступ сотрудникам Epic Games к собственным серверам разработки, дабы те удостоверились, что код, связанный с Unreal Engine 3, был уничтожен. В дополнение к этому, студии предписывалось отозвать из магазинов и уничтожить все непроданные копии игр на основе Unreal Engine 3, включая Too Human, X-Men: Destiny, а также ещё не изданные The Sandman, The Box/Ritualyst и Siren in the Maelstrom. Потеряв наработки находившихся в разработке проектов и не имея никаких средств к дальнейшему существованию, Silicon Knights подала заявку на банкротство 16 мая 2014 года.
В январе 2013 года Silicon Knights направила Microsoft уведомление об отзыве с требованием удалить Too Human из Xbox Marketplace. Несмотря на это, в июне 2019 года Microsoft повторно выпустила Too Human в магазине Xbox Games Store в качестве бесплатной игры и сделала её обратно совместимой с Xbox One.

## Приём
| Сводный рейтинг    | Сводный рейтинг |
| Агрегатор          | Оценка          |
| ------------------ | --------------- |
| GameRankings       | 68,59 %         |
| Metacritic         | 65/100          |
| Иноязычные издания |                 |
| Издание            | Оценка          |
| 1UP.com            | C-              |
| Edge               | 6/10            |
| Eurogamer          | 6/10            |
| Game Informer      | 6.75/10         |
| GamePro            | [ 19 ]          |
| GameRevolution     | C+              |
| GameSpot           | 5.5/10          |
| GameTrailers       | 6.5/10          |
| IGN                | 7.8/10          |
| OXM                | 6.5/10          |
| TeamXbox           | 6.5/10          |
| X-Play             | [ 26 ]          |

Средняя оценка игры составила 68,59 % на GameRankings и 65/100 на Metacritic.
NPD Group сообщала, что в Северной Америке за август 2008 года было продано 168,2 тыс. копий игры, по продажам игра заняла восьмое место. Согласно интервью Дэниса Дьяка в мае 2011 года, Too Human разошлась тиражом около 700 тыс. копий.
Критики высоко оценили концепцию игры, в которой смешивается научная фантастика со скандинавской мифологией X-Play посчитало, что хотя «звучит как натяжка, в целом это работает», где «художественному направлению удается плавно сочетать величие, о котором мы думаем, с этой мифологией и оживить её здоровой дозой футуризма». IGN нашла, что это «отлично помогает вам увлечься игрой». Издание решило, что звук в игре является её сильной стороной, музыка и озвучка были названы «первоклассными». В графическом плане GameSpot больше всего впечатлила среда, которая «отличается отличной детализацией и освещением, с высокими статуями, господствующими над происходящим, и лучами света, падающими на снежные насыпи». Тем не менее, рецензент отметил, что «каждая настройка кажется очень похожей на предыдущую», с «жестким боем и лицевой анимацией, [которые] становятся все более и более заметными». Game Revolution повторило этот аргумент, заметив, что «игра начинается сильно с некоторых потрясающих рисунков. дизайн на протяжении всего первого уровня», прежде чем стать слишком знакомым.
Реакция на нетрадиционное использование в игре правого аналогового джойстика для боя была неоднозначной. Некоторые критики, такие как GamePro, сочли, что это делает игру более «гладкой», в то время как GameTrailers считали «сломанной» и сравнивали с нажиманием кнопок. Хотя Game Informer понравилась эта идея, изменение игрового процесса ухудшило другие аспекты игры, особенно управление камерой и систему фиксации метательного оружия. В целом большинству критиков не нравится конфигурация аналогового джойстика, утверждая, что она исключает ручное управление камерой. .
Обычная критика была направлена на сцену смерти, в которой Валькирия собирает тело игрока, как на слишком длинную. Official Xbox Magazine назвал её «явно раздражительной», в то время как TeamXbox в шутку задавались вопросом об общем времени игры, если последовательность можно было пропустить. Бенджамин Крошоу повторил это мнение в своем обзоре игры для видеосериала Zero Punctuation, подытожив: «повторил это мнение в своем обзоре игры для видеосериала». Он также заявил, что в отличие от большинства других игр, которые он ранее критиковал из-за их посредственности, Too Human выделялась тем, что «все время была плохой, до такой степени, что это начинало вызывать беспокойство». В 2010 году он сказал, что игра является наихудшей среди всех игр, которые он рецензировал для программы. Official Xbox Magazine UK, нашедший эту составляющую игры «разочаровывающей», посчитал, что в результате этого удалось помешать игрокам злоупотреблять системой возрождения. Eurogamer находил самой большой проблемой игры была её относительно небольшая продолжительность для своего жанра. Как и ряд рецензентов, 1UP.com считало, что добавление кооперативного многопользовательского режима сделало игру более увлекательной. Соглашаясь с этими доводами, Edge заключал: «Ирония судьбы в том, что многие проблемы Too Human не существовали бы, если бы другой паре игроков-людей было позволено войти в фолд (как и предполагалось изначально», ссылаясь на предыдущую функцию отсутствия в финальной версии многопользовательской игры для четырёх игроков. GameDaily объявило Too Human «Неудовлетворением года», ибо они «ожидали, что годы разработки приведут к чему-то лучшему».